# Thom Kubli
Thom Kubli (* 26. März 1969 in Frankfurt am Main als Thomas Fred Werner Kubli) ist ein deutsch-schweizerischer Künstler, Komponist und Autor.

## Biografie
Thom Kubli produzierte Anfang der neunziger Jahre elektronische Musik für Labels wie Harthouse und Source Records. International wurde er bekannt unter dem Pseudonym Planet Jazz und True Frequencies, letzteres in Kollaboration mit Boris Hiesserer. Mitte der neunziger Jahre folgten experimentelle Performances und Produktionen, die sich mit der Verbindung von Klang und visuellen Medien auseinandersetzten.
Von 1999 bis 2004 studierte Kubli an der Kunsthochschule für Medien in Köln. 2002 entwickelte er die Arbeit Deterritoriale Schlingen in Kollaboration mit Sven Mann. Sie wurde 2003 auf dem Transmediale-Festival in Berlin gezeigt und mit einem Honorable Mention ausgezeichnet. 2004 zeigte er gemeinsam mit Sven Mann die Arbeit Determinale Verschweifungen als Einzelausstellung im New Museum of Contemporary Art in New York City.
Es folgten Ausstellungen seiner Arbeiten in der Akademie der Künste, Berlin 2003, bei Eyebeam in New York 2005, bei der Transmediale Berlin 2005 sowie im Laboratorio Arte Alameda, Mexiko Stadt 2009. 2010 erhielt Kubli ein Produktionsstipendium von Experimental Media and Performing Arts Center (EMPAC), Troy für die Arbeit Float! Thinktank 21, die im selben Jahr bei Marian Spore in New York ausgestellt wurde.
2012 produzierte er im Rahmen eines weiteren Produktionsstipendiums die Arbeit Black Hole Horizon in Zusammenarbeit mit EMPAC und dem Rensselaer Polytechnic Institute. Die weitere Entwicklungsarbeit der Installation dauerte über vier Jahre. Black Hole Horizon wurde 2015 vom Kunstverein Ingolstadt, 2016 von der Ars Electronica, Linz sowie 2017 vom Electronic Language International Festival (FILE-Festival), São Paulo und The Lowry, Manchester gezeigt.
Seit 2003 arbeitet Thom Kubli als Komponist, Autor und Regisseur für verschiedene deutschsprachige Sender wie den Westdeutschen Rundfunk Köln, Deutschlandfunk Kultur oder den Südwestrundfunk. Er hat bei über 20 Feature- und Hörspielproduktionen Regie geführt und ist verantwortlich für über 30 Hörspielkompositionen.

## Stipendien und Auszeichnungen
2003 und 2005 erhielt Thom Kubli die Auszeichnung Honorable Mention von der Transmediale Berlin. 2003 war er Stipendiat der Jungen Akademie der Akademie der Künste, Berlin und gewann den ersten Preis in der Kategorie Interaktion des Viper Festivals, Basel. Er erhielt 2005 ein Recherche-Stipendium bei EMPAC, Troy sowie 2006 ein Stipendium bei TESLA, Berlin. 2010 erhielt er den Jaffe Fund for Experimental Media and Performing Arts im Rahmen eines Produktionsstipendiums bei EMPAC, Troy 2012 erhielt er ein weiteres Produktionsstipendium bei EMPAC.

## Ausstellungen (Auswahl)

### Einzelausstellungen
- 2019: Radiosands, HeK/Haus der elektronischen Künste, Basel
- 2019: Radiosands, Haus am Lützowplatz, Berlin
- 2015: Black Hole Horizon, Kunstverein Ingolstadt, Ingolstadt[8]
- 2012: Black Hole Horizon, EMPAC, Troy/New York[9]
- 2008: Record Attempt, Figge Von Rosen Galerie, Köln[10]
- 2006: Global Contentifier, Open Studio, Tesla, Berlin
- 2005: Monochrome Transporter, Galerie Rachel Haferkamp, Köln
- 2004: Determinale Verschweifungen (4), New Museum of Contemporary Art, New York

### Gruppenausstellungen
- 2019: Human Limitations – Limited Humanity, Ars Electronica, Linz
- 2018: Cultures Électronique et Arts Numériques, Scopitone Festival, Nantes
- 2017: Humansbeingdigital, The Lowry, Manchester[11]
- 2017: Bubbling Universes, FILE Sáo Paulo[12]
- 2016: More Than Lovers, More Than Friends, Futura, Prag[13]
- 2016: Alchemists Of Our Time, Ars Electronica, Linz[14]
- 2014: Marler Medienkunstpreis 2014, Skulpturenmuseum Glaskasten, Marl[15]
- 2012: Active Presence: Action, Object and Audience, LABoral, Gijón, Spanien[16]
- 2010: Summer Projects, Marian Spore, New York[17]
- 2010: Dancing on the Ceiling: Art & Zero Gravity, EMPAC, New York[18]
- 2009: Insideout, Laboratorio Arte Alameda, Mexiko-Stadt[19]
- 2008: Sonic Acts XII: Future Cinema, De Balie, Amsterdam[20]
- 2005: BASICS, Transmediale 05, Haus der Kulturen der Welt, Berlin[21]
- 2005: What Sound Does a Color Make, Eyebeam, New York[22]

## Hörspielkompositionen (Auswahl)
- 2016: New York INSIDE. WDR[23]
- 2015: Die Wupper. Schauspielhaus Düsseldorf[24]
- 2014: Nicht genug. Saarländischer Rundfunk[25]
- 2013: Drei Menschen und das Salz im Meer. Deutschlandfunk Kultur[26]
- 2013: Das Hibernat. WDR[27]
- 2012: Cici-Letters. WDR[28]
- 2010: Zwang. Eine Haft. Eine Notiz. WDR[29]
- 2009: Das Haus. WDR[30]
- 2003: Ich steck’ in deinen Ohren, mehr oder weniger. WDR[31]

## Filmmusik
- 2022: Echo